# Lorenz Hecher
Lorenz Hecher (ur. 1 września 1946 w Geisenhausen) – zachodnioniemiecki zapaśnik walczący w stylu klasycznym. Olimpijczyk z Monachium 1972, gdzie odpadł w eliminacjach w kategorii 100 kg. Zajął czwarte miejsce na mistrzostwach świata w 1974 i piąte w 1971. Piąty w mistrzostwach Europy w 1973 roku.
Zdobył trzy tytuły mistrza Niemiec: w 1971, 1973 i 1975.
- Turniej w Monachium 1972

Przegrał z Andrzejem Skrzydlewskim i Węgrem Ferencem Kissem.
Na tych samych igrzyskach w zawodach zapaśniczych wystąpił jego brat Alfons Hecher.